# Томалин, Филипп
Филипп Х. Томалин (фр. Philip H. Tomalin; 10 апреля 1858, Кенсингтон, Мидлсекс — 12 февраля 1940, Богнор-Риджис, Западный Суссекс) — французский крикетист, серебряный призёр летних Олимпийских игр 1900.

## Биография
Был президентом парижского спортивного клуба «Стандарт Атлетик», в составе которого были секции крикета и футбола.
На Олимпийских играх 1900 года участвовал в единственном крикетном матче Франции против Великобритании, который его команда проиграла, и Томалин получил серебряную медаль. За игру он получил 9 очков.